# Stazione di Crucoli
Stazione di Crucoli vasútállomás Olaszországban, Crucoli településen.

## Vasútvonalak
Az állomást az alábbi vasútvonalak érintik:
- Jonica-vasútvonal

## Kapcsolódó állomások
A vasútállomáshoz az alábbi állomások vannak a legközelebb:
- Stazione di Cirò
- Stazione di Cariati